# Меред
Меред (др.-евр. מדד‬; «возмущение»; «бунт»; 1Пар. 4:17) — библейский ветхозаветный персонаж из Иудина колена, муж фараоновой дочери Бифьи (евр. Бития).
Меред — сын Ездры (отца четырёх сыновей) и брат Иефера (Иетера), из клана калебитов, то есть Калеба (в Синодальном переводе — Халев).
Меред взял себе в жёны Бифью, дочь фараона. В Мидраше (еврейском толковании Ветхого Завета) она названа приёмной матерью Моисея, а Меред («бунт») считается характеристикой Халева. Халев был в числе 12 разведчиков, посланных Моисеем из пустыни обозреть Обетованную землю (Ханаанейскую).